# Мобилизационен резерв
Вижте пояснителната страница за други значения на Мобилизация.
Запас пренасочва насам.  За гръцко-румънския търговец вижте Евангелос Запас.
Мобилизационният резерв, по-рано наричан запас, се състои от:
- хора, които са преминали начално военно обучение (вкл. и отбили задължителната военна служба), и
- уволнили се или пенсионирани професионални офицери, сержанти, войници.

Те са част от въоръжените сили на своята държава във военно време.
В България на военна служба в резерва (запасна военна служба) преминават мъжете над 30-годишна възраст; до тази възраст те могат да бъдат привиквани на редовна военна служба.